# Slavnica
Slavnica este o comună slovacă, aflată în districtul Ilava din regiunea Trenčín. Localitatea se află la altitudinea de 295 m deasupra n.m., se întinde pe o suprafață de 7,81 km2 și în 2017 număra 815 locuitori.

## Istoric
Localitatea Slavnica este atestată documentar din 1379.

## Demografie
| An:                | 1994 | 2004   | 2014   | 2024   |
| ------------------ | ---- | ------ | ------ | ------ |
| Număr de persoane: | 786  | 820    | 846    | 864    |
| Diferență:         |      | +4,32% | +3,17% | +2,12% |

| An:                | 2023 | 2024   |
| ------------------ | ---- | ------ |
| Număr de persoane: | 856  | 864    |
| Diferență:         |      | +0,93% |